# 186
186（一百八十六）是185與187之間的自然數。

## 數學領域
- 合數，正因數有1、2、3、6、31、62、93和186。
質因數分解為{\displaystyle 2\times 3\times 31}。
- 第42個過剩數，真因數和為198，盈度為12。前一個為180、下一個為192。
  - 第43個半完全數，和為本身的其中一組因數為31、 62、 93。前一個為180、下一個為192。
- 不尋常數，大於平方根的質因數為31。
- 第21個佩服數，相減後為本身的因數為6。前一個為174、下一個為222。
- 無平方數因數的數。
- 第17個楔形數。前一個為182、下一個為190。
- 第97個十进制的奢侈數。前一個為184、下一個為187。
- 第27個非歐拉商數及第17個非互補歐拉商數。
- 屬於有形數。
  - 是14邊形及63邊形數。
- 在二個元素的有限域中，11階的不可约多项式共有186個。